# Scaphiostreptus heterothyreus
Scaphiostreptus heterothyreus är en mångfotingart som först beskrevs av Karsch 1881.  Scaphiostreptus heterothyreus ingår i släktet Scaphiostreptus och familjen Spirostreptidae. Inga underarter finns listade i Catalogue of Life.